# Relaciones Burkina Faso-México
Las naciones de Burkina Faso y México establecieron relaciones diplomáticas en 1976. Ambas naciones son miembros de las Naciones Unidas.

## Historia
Burkina Faso y México establecieron relaciones diplomáticas en 1976. Los vínculos se han desarrollado principalmente en el marco de foros multilaterales. 
En noviembre de 2010, el gobierno de Burkina Faso envió una delegación de 28 miembros para asistir a la Conferencia de las Naciones Unidas sobre el Cambio Climático de 2010 en Cancún, México. En 2012, Burkina Faso y México firmaron un Memorándum de Entendimiento para el Establecimiento de un Mecanismo de Consultas en Materias de Interés Mutuo.
El 13 de marzo de 2013, el Dr. Herminio Blanco, en su calidad de candidato de México al cargo de director general de la OMC, visitó Burkina Faso en el marco de una gira por varios países de África para promover su candidatura. El Dr. Blanco estuvo acompañado de la Subsecretaria de Relaciones Exteriores, Lourdes Aranda Bezaury, en calidad de Enviada Especial del Presidente de México y del Embajador designado de México ante Burkina Faso, Marco Antonio García Blanco, residente en Nigeria. La delegación se reunió con el ministro burkinés de Industria, Comercio y de las Artesanías, Dr. Patiendé Arthur Kafando, y con el ministro Delegado de Asuntos Exteriores y Cooperación Regional, Thomas Palé.
Ha habido algunas visitas de alto nivel de Burkina Faso a México como la visita y participación de una delegación burkinés en la Segunda Conferencia sobre el Impacto Humanitario de las Armas Nucleares en febrero de 2014 en la Ciudad de México; en la Reunión de Alto Nivel de la Alianza Global para la Cooperación Eficaz al Desarrollo en abril del 2014 en la Ciudad de México; y en la V Asamblea del Fondo para el Medio Ambiente Mundial en mayo de 2014 en Cancún.
En enero de 2016, una ciudadana mexicana se vio involucrada como víctima en un atentado en Uagadugú, ataque adjudicado por Al Qaeda del Magreb Islámico. La seguridad de la mexicana se vio intacta y dejó Burkina Faso a salvo.

## Misiones Diplomáticas
- Burkina Faso está acreditado ante México a través de su embajada en Washington D. C., Estados Unidos y mantiene un consulado honorario en la Ciudad de México.[5]
- México está acreditado ante Burkina Faso a través de su embajada en Abuya, Nigeria.[6]